# Матвеев Курган

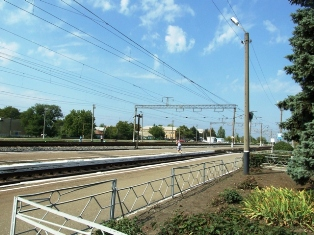
Станция Матвеев Курган

Матве́ев Курга́н — посёлок в Матвеево-Курганском районе Ростовской области.
Административный центр Матвеево-Курганского района и Матвеево-Курганского сельского поселения.

## География
Посёлок Матвеев Курган расположен на левом берегу реки Миус.
Расстояние до Таганрога — 45 км, до Ростова-на-Дону — 96 км.

## Происхождение названия
По преданию Матвеем звали атамана разбойников, промышлявших в здешних местах, грабивших проезжавших купцов. Он был убит и похоронен на склоне кургана на берегу реки Миус. Ныне на этом месте находится Матвеево-Курганская центральная районная больница и жилая застройка.

## История
Матвеев Курган — место, связанное со «Словом о полку Игореве…». Восточнее посёлка в 1185 году произошла предварительная (отвлекающая) битва князя Игоря с половцами, во время его похода, где он и был пленён кочевниками, применившими «греческий огонь».
Основан в 1780 году войсковым атаманом Алексеем Ивановичем Иловайским. Первоначально входил в состав Азовской губернии. В 1786 году эти земли были выделены в состав войска Донского. Крестьяне, проживающие в этих краях, считались свободными и имели право перехода от одного помещика к другому, что способствовало интенсивному заселению и освоению этих мест. Однако 12 декабря 1796 года Павел I издал указ, согласно которому все крестьяне подвергались закрепощению, что послужило причиной многочисленных волнений и бунтов в дальнейшем. Так, одно из самых крупных волнений на Дону произошло весной 1851 года.
К 1801 году в слободе насчитывалось 23 двора.
В 1820 году земля Войска Донского была разделена на 7 округов, Матвеев-Курган был отнесён в Миусский округ.
В 1858—1862 годах была построена деревянная церковь, в честь святого Николая Чудотворца. В 1867 году здесь открыто на земские средства одноклассное сельское училище, позже — церковно-приходское училище.
23 декабря 1869 года состоялось открытие движения Курско-Харьковско-Азовской железной дороги на участке «Харьков—Славянск—Таганрог» (первый поезд от посёлка до Таганрога прошёл ещё раньше, 25 июля того же года), что послужило стимулом к развитию торговли с населёнными пунктами округи и сбыту продукции: в основном, это была сельскохозяйственная продукция, направляемая в Таганрог.
По переписи 1872 года было 138 дворов с 682 жителями. Из них земледельцев — 644, торговцев — 9, ремесленников — 13, прочих — 16.
1 февраля 1882 года на станции Матвеев-Курган открыта почта.
В 1887 году Матвеево-Курганская волость входит в состав Таганрогского округа.
В 1893 году было начато строительство черепичного завода. К 1914 году в посёлке были мукомольная мельница, маслобойный цех, две паровые, водяная мельница, кирпичный завод. В посёлке развивается ремесленническое производство.
В январе 1918 года в районе Матвеева-Кургана проходили ожесточённые бои добровольческих и советских отрядов. 23 января 1918 года Матвеев-Курган был взят советскими войсками под командованием Рудольфа Сиверса. В апреле того же года в результате заключённого «похабного мира» на территорию округа вторглись германские войска, освободить территорию от которых удалось только после поражения Германии в Первой мировой войне.
В апреле 1920 года Матвеев-Курган стал центром подрайона № 4, в который входили шесть волостей. В 1923 году образован Матвеево-Курганский район.
На территории района активно шла коллективизация, создавались колхозы, совхозы. В 1929 году была организована первая машинно-тракторная станция (МТС).
Посёлок был оккупирован немецко-фашистскими войсками с 17 октября 1941 года по 17 февраля 1943 года. 8 марта 1942 года три морских бригады вели кровопролитные бои с немцами за высоты у райцентра. Потери составляли более пятидесяти процентов личного состава. 30 августа 1943 года освобождён весь район.
В 2015 году в Матвеевом Кургане была освящена Церковь Павла Таганрогского

## Население
| 1959 | 1970    | 1979    | 1989    | 2002    | 2010    | 2014    |
| ---- | ------- | ------- | ------- | ------- | ------- | ------- |
| 6735 | ↗11 318 | ↗12 512 | ↗13 892 | ↗14 364 | ↗15 590 | ↘15 489 |

## Экономика
Предприятия

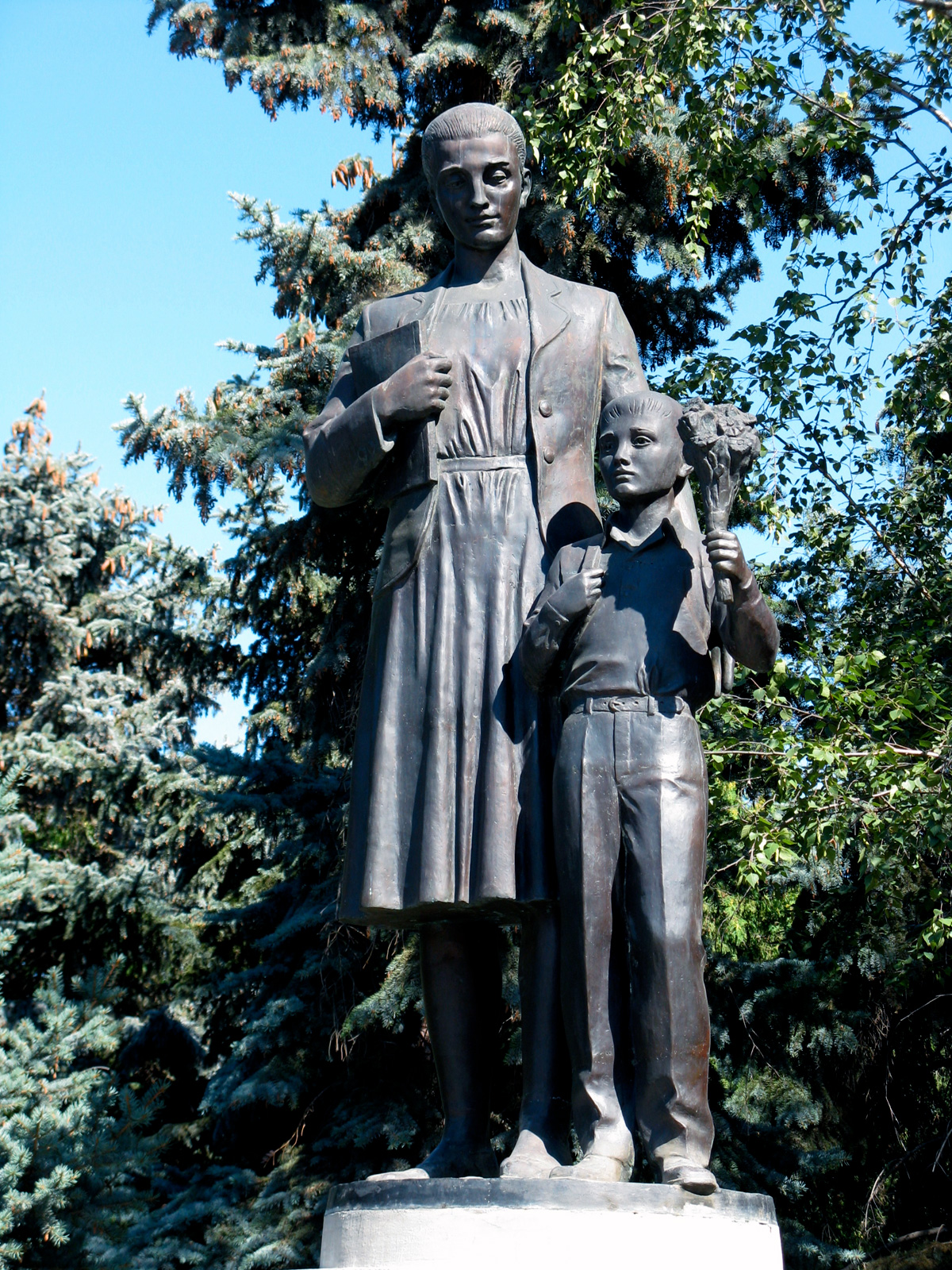
Памятник «Первой учительнице»

- ООО «РКЗ-Тавр» ОСП «Тавр-Матвеев Курган»(мясокомбинат)
- ЗАО Райпищекомбинат «Матвеево-Курганский»
- ООО «Хлебозавод Райпо»
- ОАО «Раймолпром Матвеево-Курганский»(молочное производство)
- ООО «Матвеево-Курганский Комбинат строительных материалов»(с 01.08.2016 микропредприятие[10])
- ОАО «Матвеево-Курганское ремонтно-техническое предприятие». Архивировано из оригинала 7 марта 2018 года.

Сельское хозяйство
- ООО «Таганрогсортсемовощ» (реализация семян)
- ООО «Октябрь» (выращивание зерновых культур)

## Транспорт
Железнодорожный транспорт
Железнодорожная станция Матвеев Курган на линии Таганрог — Успенская Северо-Кавказской железной дороги.
Автомобильный транспорт
В посёлке расположен остановочный пункт «Матвеево-Курганский» ПАО «Донавтовокзал», через который осуществляется автобусное сообщение с городами Ростовом-на-Дону, Таганрогом и другими населёнными пунктами Ростовской области, а также с населёнными пунктами Донецкой области.  (Донецк, Иловайск  и др.)

## Социальная сфера
В посёлке имеются: центральная районная больница, дом культуры, краеведческий музей, три общеобразовательные, одна вечерняя, одна коррекционная, одна спортивная школа, школа искусств, центр дополнительного образования детей, профессионально-техническое училище, учебно-курсовой комбинат, филиал Ростовского-на-Дону автодорожного колледжа. Действует 5 детских дошкольных учреждения.

## Археология
В карьере близ Матвеева Кургана найдены расщеплённые кремни вместе с остатками типичного хапровского фаунистического комплекса: Mastodon arvernensis, Hipparion sp., Archidiskodon meridionalis, Struthio и др. Во время существования хапровского (верхневиллафранкского) комплекса на юге Русской равнины были саванны с мягким тёплым климатом.

## Матвеев Курган в поэзии
- «Матвеев курган», стихотворение Константина Симонова (1943)

- «Матвеев курган», стихотворение Виктора Коростышевского (2009)